# オールド・マン・オブ・ホイ

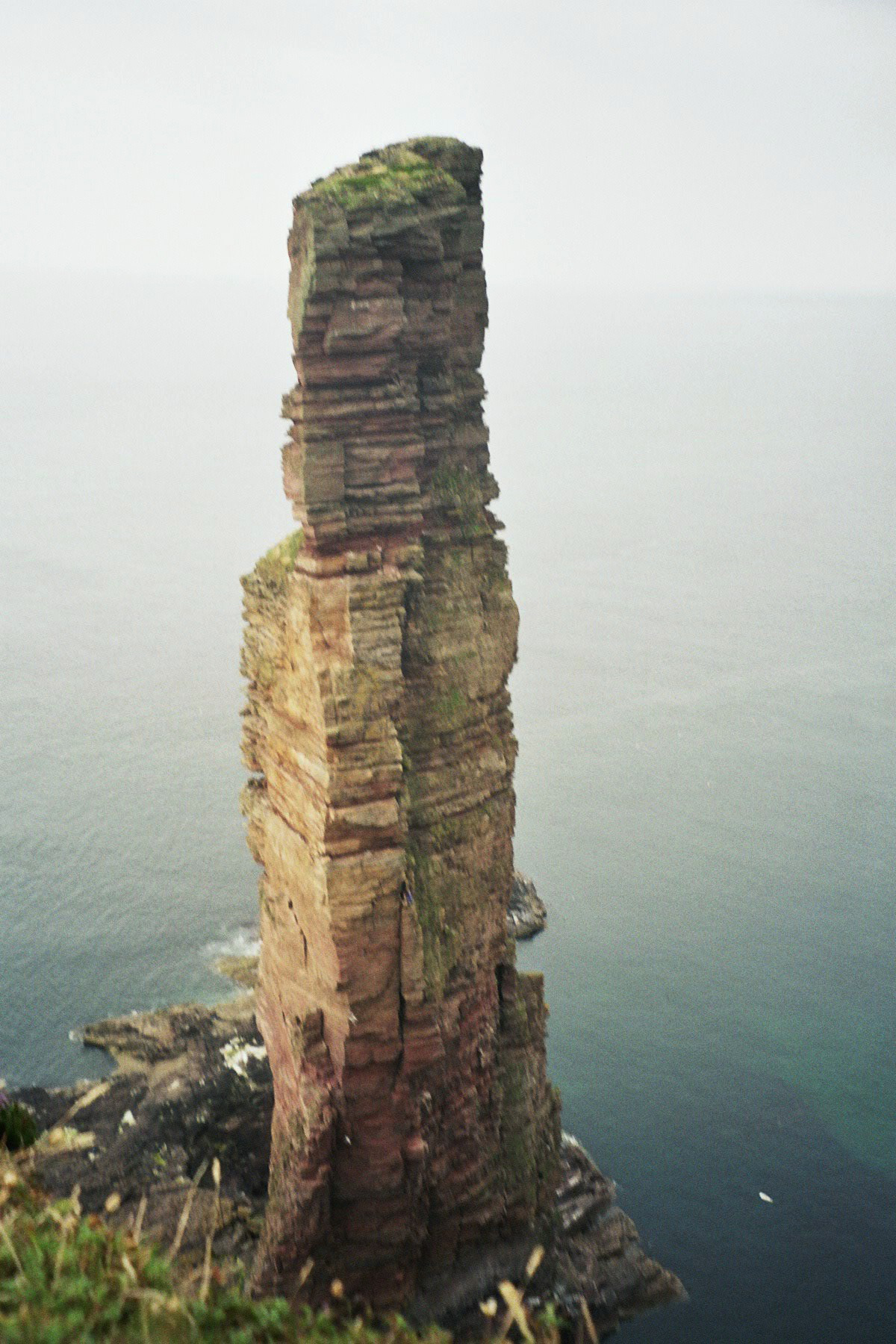
オールド・マン・オブ・ホイ

オールド・マン・オブ・ホイ（英: Old Man of Hoy）とは、スコットランドのオークニー諸島のホイ島にある高さ137メートルの海食柱である。旧赤色砂岩でできており、玄武岩の台座に乗っている。サーソーからストロムネス (en) に向かうフェリーから見ることができる。付近には別の名所ドワーフィ・ステインもある。「オールド・マン・オブ・ホイ」とは「ホイ島の老人」の意味であり、昔は下部に貫通孔があって、それが2本足で立っている人のように見えるためそう名付けられた。

## 関連項目

ドイツヘルゴラント島のLange Anna

## 歴史

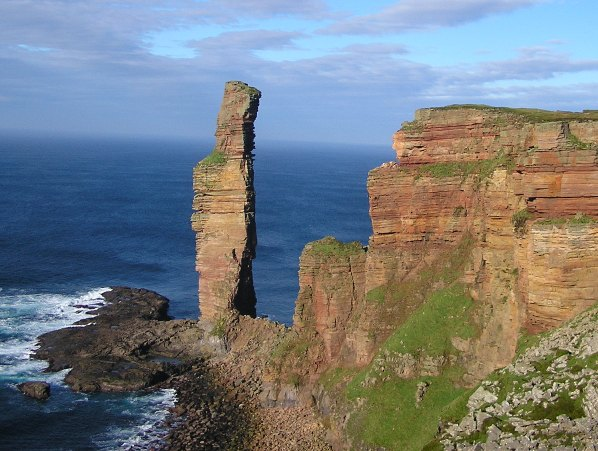
南方からの写真

オールド・マンはできてからまだ400年経っていない。まもなく崩れてしまう可能性もある。1600年から1750年までの地図ではまだ離れ岩にはなっていない。1817年に風景画家ウィリアム・ダニエル (en) が描いた絵では今のものより幅広く、下部に貫通孔があって足が2本あるように見える。このダニエルの絵は地元博物館で見ることができる。19世紀初頭の嵐で足の1本とその上部が流されてしまっており、浸食は今も続いている。
オールド・マンはイギリス1970年のコメディ番組『空飛ぶモンティ・パイソン』の「今日の考古学」のトレーラースケッチにも登場する。また、イギリスのミュージシャンユーリズミックスが1984年に作った"Here Comes the Rain Again"のプロモーションビデオにも登場する。

## 登頂記録と方法

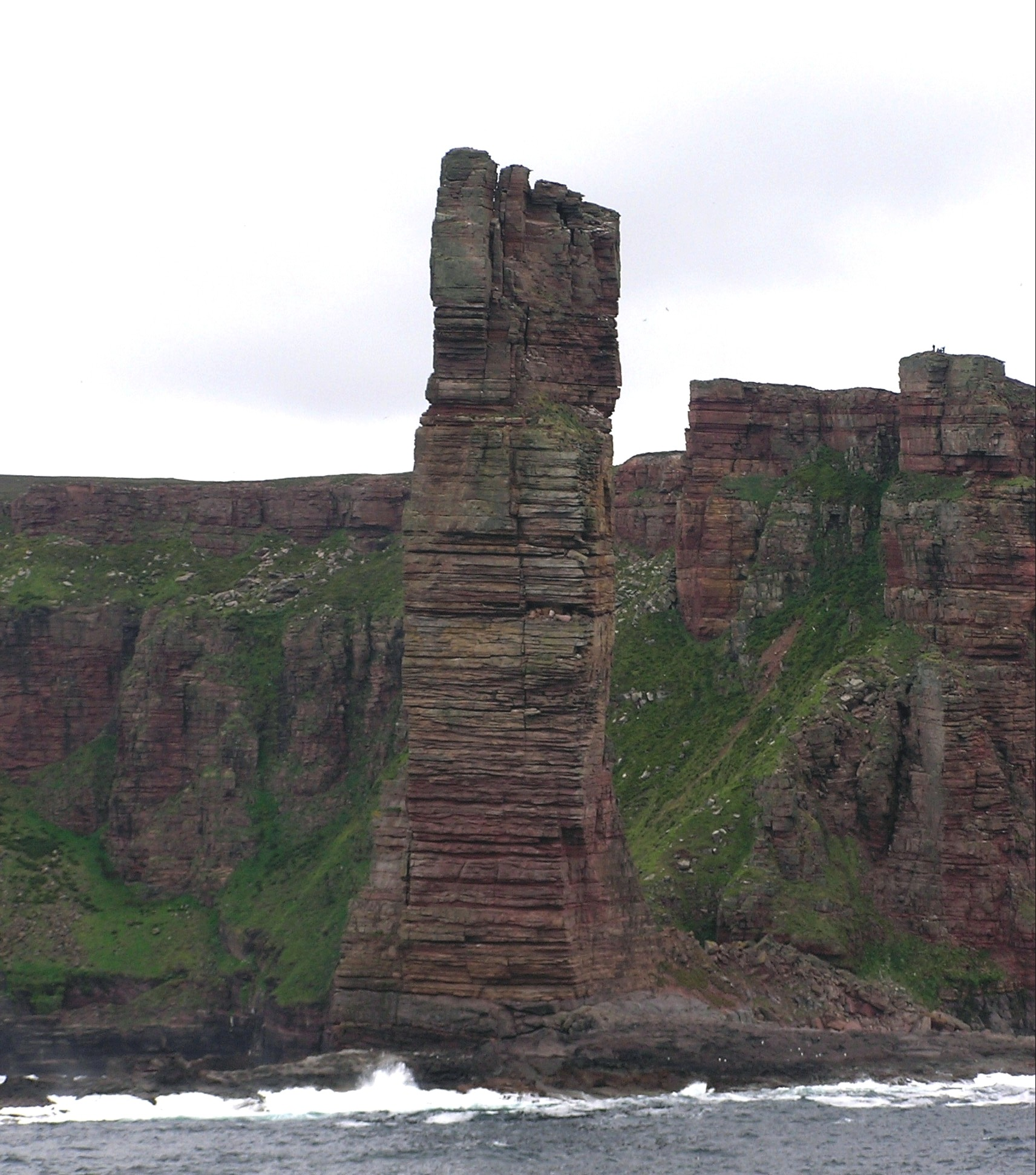
MVハムナヴォー方向から見たオールド・マン・オブ・ホイ

オールド・マン・オブ・ホイの初登頂記録はエベレスト初登頂の13年後の1966年のことである。登頂者はクリス・ボニントン、ラスティー・ベイリー、トム・パテイであった。1967年7月8-9日の登頂はBBCの特集番組として中継された。この時は2人組3組がそれぞれ別ルートで登頂し、そのうちの一組はボニントンとパテイのコンビが初登頂のコースをたどった。
現在はいくつかの登頂ルートが知られているが、最もよく使われるのは最初に使われたルートであり、難易度はイギリス等級 (en) でE1 (5b)である（クラスEは「最難関(Extremely Severe)」であるが、E1はその中では最も易しい）。年間登頂回数は20～50回である。

## ベースジャンピング
オールド・マン・オブ・ホイからのベースジャンピングが初めて行われたのは2008年の5月16日朝のことで、ロジャー・ホームズ、ガス・ハッチンソン・ブラウン、ティム・エメットによるものである。このジャンプのために3年の準備が行われた。